# Hollenberg
Hollenberg – miasto w Stanach Zjednoczonych, w stanie Kansas, w hrabstwie Washington.